# 硝酸鉄(II)
硝酸鉄(II)（しょうさんてつ(II)、Iron(II) nitrate）は、化学式がFe(NO3)2で表される化合物である。硝酸第一鉄ともいうがこの呼び方は推奨されない。結晶状態では六水和物と九水和物が知られており、無水物は知られていない。

## 六水和物
六水和物は、結晶水がすべて鉄イオンに配位した[Fe(H2O)6](NO3)2の構造を持つ。CAS登録番号は[13520-68-8]。鉄あるいは硫化鉄(II)を冷希硝酸に溶かすと得られる。また硫酸鉄(II)の水溶液と硝酸バリウムまたは硝酸鉛の水溶液を混合しても得ることができる。水に溶けやすい淡緑色の斜方晶系結晶である。融点は60.5℃、水への溶解度は0℃で71.0g、24℃で87.0g（いずれも無水物換算値）。飽和溶液で湿った状態では比較的安定であるが、乾燥すると容易に空気中の酸素によって酸化されてしまうので密栓して保存する。
また、水溶液は酸性で-12℃以下で九水和物が析出する。加熱すると一酸化窒素を発してFe(+3)を含む複雑な水酸化物塩が沈殿する。